# Elaeagnus hunanensis
Elaeagnus hunanensis är en havtornsväxtart som beskrevs av Cheng Jing Qi och Q.Z.Lin. Elaeagnus hunanensis ingår i släktet silverbuskar, och familjen havtornsväxter. Inga underarter finns listade i Catalogue of Life.